# Max Greenfield
Max Greenfield (Dobbs Ferry, 4 de setembro de 1979) é um ator americano. Conhecido pelo personagem Leo D'Amato da telessérie Veronica Mars, Nick Pepper da telessérie Ugly Betty, e como Schmidt da telessérie New Girl, personagem pelo qual foi indicado ao Emmy, Critics' Choice Television Award, e Golden Globe.

## Carreira
Greenfield fez papéis como convidado em muitos shows, como Gilmore Girls, Undressed, Boston Public e The O.C. em um flashback como Sandy Cohen mais novo. Ele também apareceu como o estudante universitário gay Michael, em Greek, o professor de Inglês Robbins em No Ordinary Family e Ian, o proprietário da loja de café, em Happy Endings. Greenfield também estrelou em Veronica Mars como Leo D'Amato, em 2005 – 2007.
Greenfield possui créditos no cinema com o filme Bronx Cruz, que ganhou prêmios no Festival de Cinema de Tribeca, assim como os festivais mundiais CineVegas e Urbano. Ele também apareceu em Quando Nós Comemos, no qual interpretou um jovem magnata pontocom que perde tudo e se torna um judeu hassídico. Em 2010, ele estrelou na série de TV de sucesso  Hot in Cleveland.
Greenfield fez também o papel de Schmidt, um conquistador profissional, na série New Girl  da Fox, estrelando ao lado de Zooey Deschanel. Por sua atuação, recebeu uma nomeação para um Emmy Primetime para Melhor Ator Coadjuvante em Série de Comédia.
E em Outubro de 2015, Max fez uma participação na quinta temporada de American Horror Story, como Gabriel.

## Vida pessoal
Greenfield nasceu e cresceu em Dobbs Ferry, Nova York. Ele é judeu e teve um Bar Mitzvah com tema do Saturday Night Live

Reside em Los Angeles e é casado com Tess Sanchez desde 2008, com quem possui dois filhos, Lilly e Ozzie.

## Filantropia
Max Greenfield trabalhou com a Young Storytellers Foundation em diversas ocasiões, afirmando que seus próprios filhos o inspiraram a ajudar as crianças a encontrar autoconfiança e criatividade.

## Filmografia

### Cinema
| Ano  | Título                      | Papel                |
| ---- | --------------------------- | -------------------- |
| 2004 | Cross Bronx                 | Ike Green            |
| 2005 | When Do We Eat?             | Ethan                |
| 2014 | They Came Together          | Jake                 |
| 2014 | Veronica Mars               | Leo D'Amato          |
| 2014 | About Alex                  | Josh                 |
| 2015 | Hello, My Name Is Doris     | John                 |
| 2015 | The Big Short               | Corretor hipotecário |
| 2016 | Ice Age: Collision Course   | Roger                |
| 2017 | Shot Caller                 | Tom                  |
| 2017 | The Glass Castle            | David                |
| 2017 | I'm Not Here                | Pai                  |
| 2018 | A Futile and Stupid Gesture | Chris Miller         |
| 2018 | The Oath                    | Dan                  |
| 2019 | What Men Want               | Kevin Myrtle         |
| 2020 | Promising Young Woman       | Joe                  |
| 2020 | Cats & Dogs 3: Paws Unite   | Roger (voz)          |
| 2022 | The Valet                   | Vincent Royce        |
| 2023 | First Time Female Director  | Robbie               |
| 2024 | Unfrosted                   | Rick Ludwin          |
| 2025 | Let's Have Kids!            |                      |

### Televisão
| Ano           | Título                                                    | Papel                                     | Notas                                                        |
| ------------- | --------------------------------------------------------- | ----------------------------------------- | ------------------------------------------------------------ |
| 2002          | Boston Public                                             | Sean Tallen                               | Episódio: "Chapter Thirty-Five"                              |
| 2003          | Gilmore Girls                                             | Lucas                                     | Episódio: "Chicken or Beef?"                                 |
| 2005-2019     | Veronica Mars                                             | Leo D'Amato                               | 14 episódios                                                 |
| 2005          | Sleeper Cell                                              | Adolescente #2                            | Episódio: "Al-Faitha"                                        |
| 2006          | Modern Men                                                | Kyle Brewster                             | 3 episódios                                                  |
| 2007          | The O.C.                                                  | Sandy Cohen jovem                         | Episódio: "The Case of the Franks"                           |
| 2007-2008     | Ugly Betty                                                | Nick Pepper                               | 8 episódios                                                  |
| 2007          | Life                                                      | Bradley Sloane                            | Episódio: "Tear Asunder"                                     |
| 2008          | Greek                                                     | Michael                                   | 5 episódios                                                  |
| 2008          | Kath & Kim                                                | Cara da briga de bar                      | Episódio: "Gay"                                              |
| 2009          | Raising the Bar                                           | David Steinberg                           | 4 episódios                                                  |
| 2009          | Group                                                     | Zack Cameron                              | Filme de TV                                                  |
| 2009          | Melrose Place                                             | Mickey Richards                           | Episódio: "Cannon"                                           |
| 2010          | Castle                                                    | David Nicolaides                          | Episódio: "Food to Die For"                                  |
| 2010          | Lie to Me                                                 | Damien Musso                              | Episódio: "The Whole Truth"                                  |
| 2010          | No Ordinary Family                                        | Sr. Robbins                               | Episódio: "No Ordinary Quake"                                |
| 2010-2011     | The Gentlemen's League                                    | Max                                       | 2 episódios                                                  |
| 2010          | Undercovers                                               | Redman                                    | Episódio: "The Key to It All"                                |
| 2011-2014     | Hot in Cleveland                                          | Steve / Doug                              | 2 episódios                                                  |
| 2011          | The Boys and Girls Guide to Getting Down                  | Joey                                      | Filme de TV                                                  |
| 2011          | Happy Endings                                             | Ian                                       | Episódio: "You've Got Male"                                  |
| 2011-2018     | New Girl                                                  | Schmidt                                   | 146 episódios                                                |
| 2011          | The Indestructible Jimmy Brown                            | Jimmy Brown                               | Filme de TV                                                  |
| 2012          | NTSF:SD:SUV                                               | Alistair McQueen                          | Episódio: "Lights, Camera, Assassination"                    |
| 2013–2020     | Bob's Burgers                                             | Boo Boo                                   | 5 episódios                                                  |
| 2013          | The ArScheerio Paul Show                                  | Vanilla Ice                               | Episódio: "Vanilla Ice & Flavor Flav"                        |
| 2014-2015     | The Mindy Project                                         | Lee                                       | 2 episódios                                                  |
| 2014          | Robot Chicken                                             | Bobby / Robô azul / Guerreiro do Clã Gelo | Episódio: "Super Guitario Center"                            |
| 2014          | Gigi: Almost American                                     | Donnie                                    | Episódio: "Date Night"                                       |
| 2015          | American Horror Story: Hotel                              | Gabriel                                   | 3 episódios                                                  |
| 2015          | McDonaldland                                              | Hamburglar                                | 2 episódios                                                  |
| 2017          | All Hail King Julien: Exiled                              | Kipper                                    | 2 episódios                                                  |
| 2017          | Will & Grace                                              | Eli Wolf                                  | Episódio: "How to Succeed in Business Without Really Crying" |
| 2017          | All Hail King Julien                                      | Kipper                                    | Episódio: "One More Cup, Part 2"                             |
| 2018          | The Assassination of Gianni Versace: American Crime Story | Ronnie                                    | 3 episódios                                                  |
| 2018-presente | The Neighborhood                                          | Dave Johnson                              |                                                              |
| 2018          | No Activity                                               | Cotric                                    | 2 episódios                                                  |
| 2019          | A Series of Unfortunate Events                            | Irmãos Denouement                         | 2 episódios                                                  |
| 2019-2020     | BoJack Horseman                                           | Maximillian Banks                         | 3 episódios                                                  |
| 2020          | Hoops                                                     | Loonie                                    | 2 episódios                                                  |
| 2021-2022     | Tuca & Bertie                                             | Thomas                                    | 2 episódios                                                  |
| 2021          | Doogie Kamealoha, M.D.                                    | Dr. Arthur Goldstein                      | Episódio: "Mom-Mentum"                                       |
| 2022          | American Horror Stories                                   | Bryce Taylor                              | Episódio: "Aura"                                             |
| 2025          | Running Point                                             | Lev Levenson                              | 7 episódios                                                  |
| 2025          | The Simpsons                                              | Schultz                                   | Episódio: "Estranger Things"                                 |
| 2025          | Long Story Short                                          |                                           |                                                              |
| 2025          | A Man on the Inside                                       | Jack Beringer                             |                                                              |

### Video game
| Ano  | Título         | Papel         |
| ---- | -------------- | ------------- |
| 2022 | Area Man Lives | Homem da área |